# Habropogon distipilosus
Habropogon distipilosus là một loài ruồi trong họ Asilidae. Habropogon distipilosus được Weinberg & Tsacas miêu tả năm 1973. Loài này phân bố ở vùng Cổ Bắc giới.